# Pardosa brevimetatarsis
Pardosa brevimetatarsis este o specie de păianjeni din genul Pardosa, familia Lycosidae. A fost descrisă pentru prima dată de Strand, 1907. Conform Catalogue of Life specia Pardosa brevimetatarsis nu are subspecii cunoscute.